# Tawil Giniatowitsch Chasiachmetow
Tawil Giniatowitsch Chasiachmetow (russisch Тавиль Гиниатович Хазиахметов; tatarisch Тавил Гыйният улы Хаҗиәхмәтов; geb. 3. Februar 1936 in Yusup-Alan; gest. 25. Mai 2007 in Kasan, Tatarstan, Russland) war ein Volkskünstler von Tatarstan und Verdienter Kunstarbeiter der Republik Tatarstan. Er entwarf die Flagge der Republik Tatarstan.

## Biografie
Tawil Chasiachmetow wurde am 3. Februar 1936 im Dorf Yusup-Alan des Bezirks Sabinsky Tatarische ASSR geboren. 1957 absolvierte er die Kasaner Kunstschule. 1963 absolvierte er die Graphische Fakultät des Leningrader Instituts für Malerei, Bildhauerei und Architektur, benannt nach I. E. Repin, wo er seinen Abschluss als Grafiker machte.
Die ersten Werke des Künstlers waren Gravuren auf Holz.
1971 wurde Chasiachmetow Mitglied des Verbandes der Künstler der UdSSR. 1978 erhielt er die Auszeichnung „Verdienter Kunstarbeiter der Tatarischen ASSR“, 1984 die Auszeichnung „Volkskünstler der Tatarischen ASSR“. 1987 erhielt er den Staatspreis der tatarischen ASSR, benannt nach Gabdulla Tukaj.
1963–1968 arbeitete Chasiachmetow als Grafiker bei der Zeitung „Yäş leninçı“, ab 1968 gleichzeitig bei der Zeitschrift „Yalkın“, in Tatknigoizdat im Bereich Buchgrafik. Er war Träger des G.-Tukaj-Preises.
Er war verheiratet und hatte einen Sohn und eine Tochter. Er starb am 25. Mai 2007 in Kasan.